# Малые Петрищи
Ма́лые Петри́щи (Петрищево) — деревня Щёлковского района Московской области. Относится к Огудневскому сельскому поселению. 

## География
Расположена в междуречье рек Вори и Дубенки, в 40 км от Московской кольцевой автомобильной дороги около Фряновского шоссе Р110.
Ближайшие населённые пункты — деревня Малые Жеребцы и посёлок Огудневского лесничества.
В деревне 8 улиц — 2-й и 3-й Лесной проезды, Грибная, Лесная, Луговая, Перспективная, Сиреневая и Сосновая улицы, к ней также приписано 8 садоводческих товариществ (СНТ).
В деревне останавливаются автобусы следующих маршрутов (остановка «Петрищи»):
- 335 (Москва (м. Щёлковская) — Фряново)
- 35 (станция Щёлково — Фряново)

## Население
| 1852 | 1859 | 1869 | 1899 | 1926 | 2002 | 2006 |
| ---- | ---- | ---- | ---- | ---- | ---- | ---- |
| 170  | ↘168 | ↘161 | ↘70  | ↗220 | ↘90  | ↗93  |
| 2010 |      |      |      |      |      |      |
| ↘81  |      |      |      |      |      |      |

## История
Известна с XVII века. Получила своё название от фамилии пристава Фили Петрищева, которому Иваном III грамотой от 6 июня 1481 года была поручена охрана Хомутовского тракта (нынешнее Фряновское шоссе) от разбойников.
Знаменито усадьбой Поливановых, где летом в 1829—1831 гг. бывал в гостях у своего друга Николая Поливанова Михаил Лермонтов.

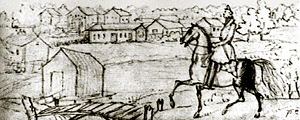
Усадьба Петрищево. Рис. М. Ю. Лермонтова

В середине XIX века сельцо Петрищи относилось ко 2-му стану Богородского уезда Московской губернии и принадлежала Вере Ивановне Поливановой, дочери тайного советника. В деревне было 24 двора, крестьян 80 душ мужского пола и 90 душ женского.
В «Списке населённых мест» 1862 года Петрищи (Островки) — владельческое сельцо 2-го стана Богородского уезда Московской губернии по правую сторону Троицкого тракта (из Богородска в Сергиевскую Лавру), в 22 верстах от уездного города и 20 верстах от становой квартиры, при колодце, с 26 дворами, 168 жителями (78 мужчин, 90 женщин) и фабрикой.
По данным на 1869 год — Аксёновской волости 3-го стана Богородского уезда с 32 дворами, 32 деревянными домами, хлебным запасным магазином и бумаготкацким заведением и 161 жителем (72 мужчины, 89 женщин), из них 5 грамотных мужчин. Имелось 26 лошадей, 33 единицы рогатого скота и 8 мелкого, земли было 201 десятина, в том числе 64 десятины пахотной.
В 1913 году в сельце Петрищи — 26 дворов.
По материалам Всесоюзной переписи населения 1926 года Малые Петрищи — центр Петрищевского сельсовета Аксёновской волости Богородского уезда на Фряновском шоссе и в 30 км от станции Щелково Северной железной дороги, проживало 220 жителей (111 мужчин, 109 женщин), насчитывалось 34 хозяйства (32 крестьянских), имелась лавка.
В 1994—2006 годах относилась к Огудневскому сельскому округу.